# Janina Ender
Janina Ender (ur. 1892, zm. 25 sierpnia 1974) – polska nauczycielka, esperantystka.

## Życiorys
Córka łódzkiego esperantysty Franciszka Endera. Ukończyła studia na Uniwersytecie Warszawskim. Od 1923 roku pracowała jako polonistka w Seminarium Nauczycielskim w Zamościu. W 1932 roku weszła w skład zarządu Polskiego Związku Esperantystów. W piątek 13 sierpnia 1937 roku podczas Światowego Kongresu Esperanto w 1937 roku wygłosiła odczyt Polska, kraj kultury. Z okazji kongresu otrzymała złotą odznakę przyznawaną członkom, którzy przystąpili do związku przed I światowym Kongresem w 1905 roku.
18 marca 1948 roku we Wrocławiu razem ze Stefanem Frejtakiem, Lechosławem Gwiazdowskim, Stanisławem Michalkiewiczem, Józefem Mielczarkem, Eugeniuszem Misiurewiczem, Ryszardem Nowakowskim, Bogdanem Opolskim, Jackiem Piątkowskim, Urszulą Przybyło, Kazimierzem Raczko, Zygmuntem Saganem i Mieczysławem Samborem była założycielką pierwszej powojennej polskiej organizacji esperanckiej.

## Publikacje (wybór)
- 1974: Józef Lompa; zarys biograficzny Katowice Wydawnictwa Instytutu Śląskiego[10]
- 1956: Obrońcy ludu śląskiego Warszawa PAX[11]
- 1952: Józef Szafranek – trybun ludu śląskiego, Warszawa 1952[12]
- 1939: Roman Żuliński: (w 75 rocznicę śmierci) Warszawa Nasza Księgarnia[13]
- 1908: Sprawa oświaty ludowej w królestwie Polskiem w dobie reform Wielopolskiego Warszawa Fr. Pułaski[14]